# AIDAvita
Blue Dream Melody è una nave da crociera, costruita nel 2002 al cantiere tedesco Aker MTW di Wismar e utilizzata fino al 2023 da AIDA Cruises con il nome AIDAvita.